# Krum bolgár kán
(Félelmetes) Krum (bolgárul: Крум Страшни, görögül: Κρούμος, 755? – 814. április 13.) az első dunai bolgár birodalom kánja 803–814 között. Trónra lépése idején 802 és 804 között birodalma csak a Balkán-hegység Duna-menti területeitől az erdélyi Kárpátokig terjedt. Később elfoglalta a mai Magyarország keleti részét és a bizánci tartományokat Konstantinápolyig. 809-ben hódította meg Szerdikát, amely eddig bizánci kézen volt, és a Sztrimon vidékét. Válaszul I. Niképhorosz bizánci császár betört Bulgáriába, de 811. július 26-án a Balkán-hegység egyik szorosában vereséget szenvedett a bolgároktól, itt a császár is életét vesztette. 813. július 22-én az új bizánci császárt, I. Mikhaél hadait is megfutamította Verszinikiánál, Adrianopolisz közelében és Konstantinápolyt ostrom alá vette, de bevenni nem tudta. A város környékének teljes elpusztítása és Drinápoly elfoglalása után visszavonult. 814-ben Meszémbria, (ma Neszebar) előtt majdnem V. León fogságába esett. Bosszúból elpusztította az Erginus folyó környékét és 30 000 foglyot zsákmányolt az ellenséges csapatoktól. Ezek között volt egy Vaszilje nevű szláv parasztfiú is, a későbbi I. Baszileiosz bizánci császár, a Makedón-dinasztia alapítója. Krum Konstantinápoly újabb ostromára készült, de 815. április 13-án meghalt.

## Élete

### Trónra kerülése és harca I. Niképhorosz császárral
Krum bolgár kán pontos születési dátuma és helye ismeretlen. A korszakkal foglalkozó történészek 755 körülire datálják Krum születését, szülei neve ismeretlen. Kardám kán 802-803 körül bekövetkezett halálát követően foglalta el az első dunai bolgár birodalom trónját. Az új kán hatalomra kerülését követően növelni akarta országa területét, ezért terjeszkedésbe kezdett északnyugati és déli irányba. Ekkor vív háborút a Kárpát-medencét birtokló avar törzsek ellen. A frankokkal vívott harcokban elfáradt és belháborúval küzdő avar törzsek vereséget szenvedtek Krum erőitől, elűzték a kagánt és több ezer avar harcost vetettek fogságba (később ezek részt vettek a bolgárok mellett Krum Bizánccal való háborújában). A hadjárat eredményeképpen a Duna vonalától keletre a mai Moldova és Románia keleti határáig elterülő vidék bolgár irányítás alá került.
Az avarok legyőzését követően Krum az Abbászida Kalifátus harcoló Bizánci Birodalom ellen fordult. 809 tavaszán Krum megtámadta a bolgár határ mentén felépült bizánci erődök egyikét, Szerdikát (a mai Szófia). A bolgárok lerombolták az erődítményt, a helyőrség megmaradt tagjait lemészárolták. A bizánci császár, I. Niképhorosz a vereséget követően nem sokkal hadseregével támadásba lendült, benyomult Bulgáriába és egészen a fővárosig, Pliszkáig jutott. A császár a hadjáratot követően visszaindult hazájába és újból felújíttatta a lerombolt Szerdika erődjét.
Két évnyi készülődést követően a bizánci császár újabb hadjáratot vezetett a bolgárok ellen. Krum kán megpróbált békét kötni a bizánci uralkodóval, az azonban figyelmen kívül hagyta a bolgár uralkodó békeajánlatát, benyomult az országba és elfoglalta Pliszkát. Krum kán a vereséget látván ismételten megpróbált békét kötni a császárral, az azonban ismételten elutasította az ajánlatot és hadseregével üldözőbe vette a hegyek közé visszavonuló bolgár erőket. A Krum vezette bolgár sereg a bizánci sereget egy mocsaras lapályra csalta, ahol a bolgárok bekerítették az ellenséges sereget, minden kivezető utat elvágtak: mély árkokat ástak és az árkok fölé magas falakat emeltek. A csapdába kerül Niképhorosz könnyű prédának bizonyult, a bizánci sereg nagy része odaveszett a császárral együtt. A csak kevesen tudtak elmenekülni, köztük a császár fia, Sztaurakiosz, aki azonban súlyosan megsebesült. A bizánci császár holttestét a csata után Krum megkerestette, annak koponyájából serleget csináltatott és lakomáin abból ivott.

### Konfliktusa I. Mikhaél császárral és a verszinikiai csata

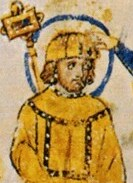
I. Mikhaél bizánci császár

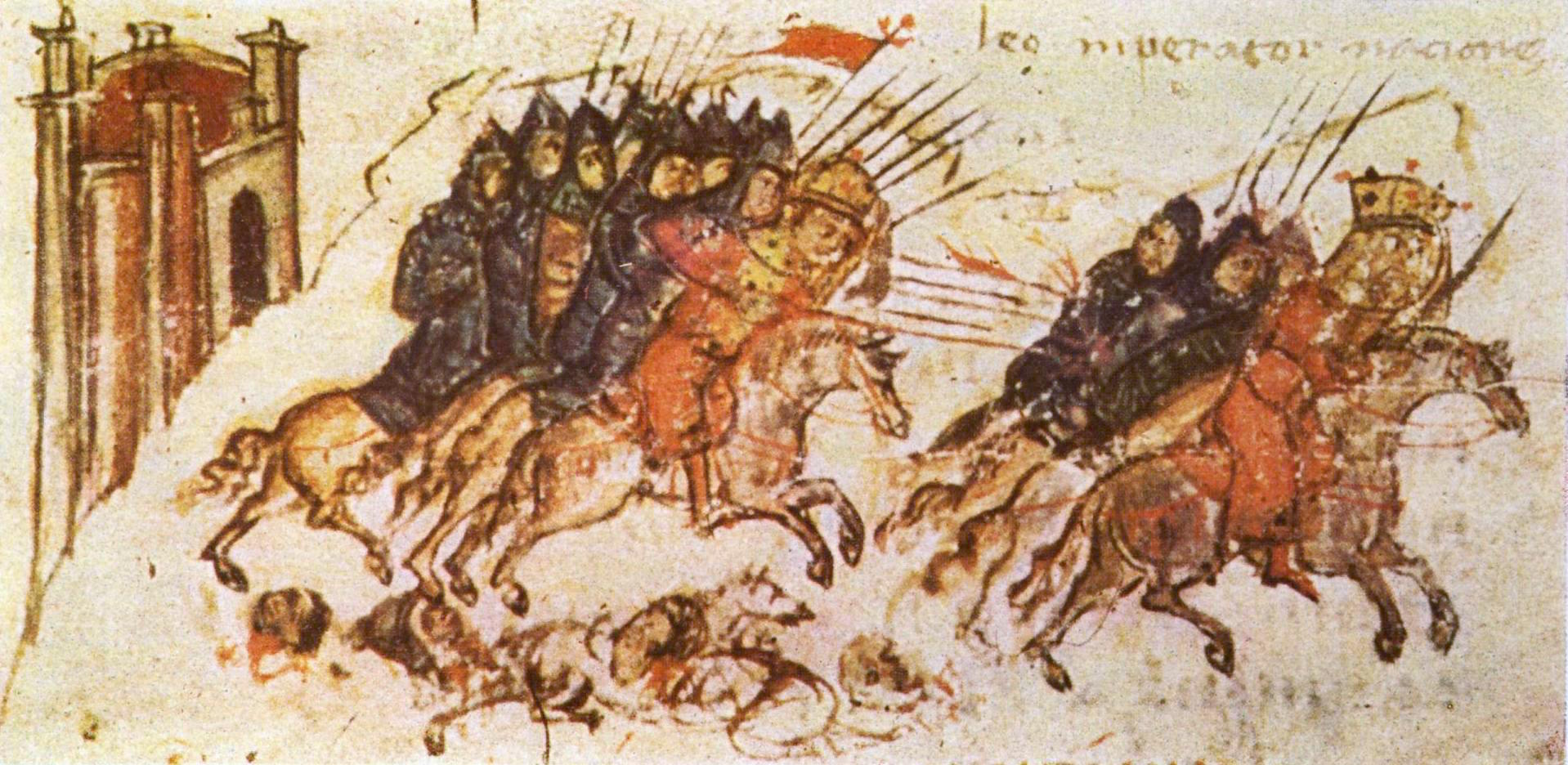
A verszinikiai csata (részlet a Manasszesz Krónikából)

A balul sikerült bizánci hadjárat és I. Niképhorosz keletrómai császár halála után rövid ideig fia uralkodott, azonban a vesztes csatában súlyosan megsérült Sztaurakioszról tudni lehetett, hogy sokáig nem fog már élni. Az trónutódlás körül hamarosan komoly vita robbant ki és ez azt eredményezte, hogy elmozdították a trónról a fiatal császárt és Niképhorosz vejét, Mikhaél Rhangabét ültették a trónja (Niképhorosz fia, Sztaorikusz kolostorba vonult és ott halt bele sérüléseibe néhány hónappal később). Krum többször is békét szeretett volna kötni az új bizánci ellenfelével, azonban a császár nem válaszolt Krum kéréseire, így az megdühödvén rárontott a Bizánci birodalom határvárosaira. 812-ben elfoglalta Develtosz erődítményét, azt lerombolta és a lakosságot elhurcolta. A támadó bolgároktól megrettenve sorra hagyták el városaikat a környék lakói, és menekültek kelet felé. Krum békeajánlatot küldött Mikhaél császárnak, melyben az egyik legfontosabb követelés az volt, hogy mindkét fél szolgáltassa ki egymásnak a katonaszökevényeket. Ez akkoriban bevett szokásnak számított, azonban a mélyen vallásos császár nem egyezett bele. A feldühödött kán ezek után 812 novemberében elfoglalta Meszembria kikötő városát, rengeteg kincset, aranyat, ezüstöt görögtűz-alapanyagot zsákmányolt. A bizánci főembereknél ezt követően vita alakult ki az azonnali békekötést és a gyors ellencsapást követelők között. A főleg vallási ügyekkel foglalkozó császár végül egy bolgárok elleni hadjárat mellett döntött.
Körülbelül 30 000-re becsülhető seregével indult meg a határ felé. A bolgár kán és a bizánci császár hadseregei végül Verszinikiánál találkoztak egymással 813 júniusának végén. A két fél hosszasan várta a másik lépését, de végül a bizánciak kezdeményeztek és támadást indítottak Krum csapatai ellen. A bizánciak támadása a bolgárok heves védekezése következtében hamar elbukott, majd a bizánci egységek egyik része az anatóliai csapatok parancsnoka, Örmény León vezetésével elhagyta a csatateret, cserbenhagyva a császárt. Ekkor jelentek meg az eddig harcból kivonva váró bolgár lovasság egységei, akik üldözőbe vették a még a csatatéren levő, visszavonuló bizánciakat, evvel végleg megpecsételve a bizánci haderő sorsát. A csatát követően a császárt letaszították trónjáról, helyére V. (Örmény) León került.

### Kísérlet Konstantinápoly elfoglalására

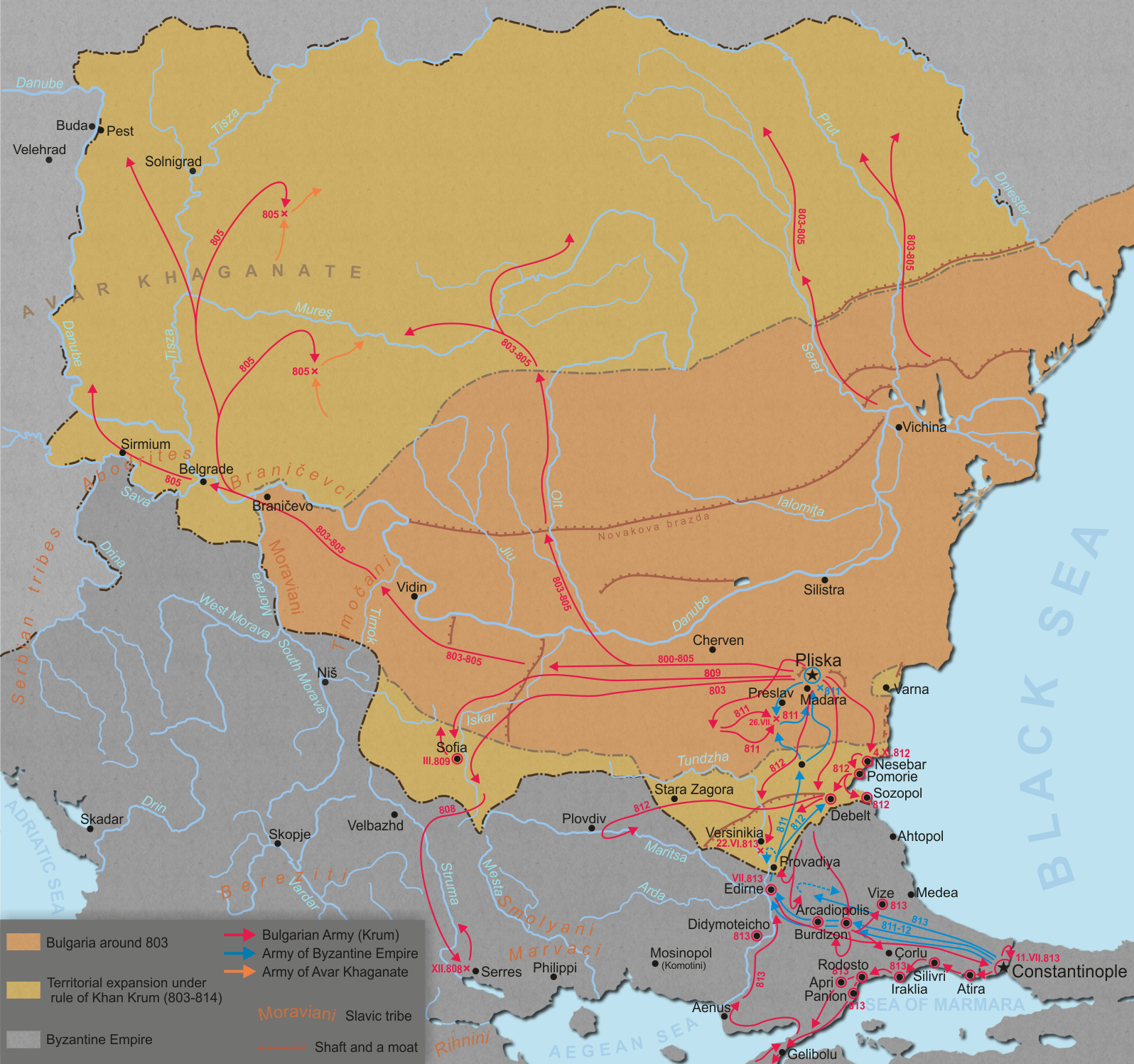
Bolgár-és bizánci hadműveletek, az Első Bolgár Birodalom kiterjedése Krum uralkodása idején

V. León trónra lépését követően céljául a birodalom katonai erejének növelését és a képromboló mozgalom újjáélesztését tűzte ki céljául. A hadsereg újraszervezésére valóban nagy szükség volt, mivel Krum egy nagy erejű, gyors offenzívát kezdett Bizánc ellen. A bolgárok ostrom alá vették és elfoglalták Adrianopoliszt, majd V. León trónra lépését követően nem sokkal a bolgár főerők már Konstantinápoly kapuinál álltak. Krum hadai ostromra rendezkedtek be, de a kán hamar felismerte, hogy hadai képtelenek legyűrni Konstantinápoly erős falait.
A helyzet megoldásában reménykedve Krum találkozót kért a császártól a béke feltételeinek megbeszéléséhez. Bízva León császár adott szavában, a találkozóra a bolgár kán fegyvertelenül jelent meg. Ezt kihasználva a császár által megbízott bizánci orgyilkosok merényletet kíséreltek meg Krum ellen, akinek csak a lélekjelenlétén múlott, hogy túlélte az esetet. A gyilkossági kísérlet miatt elkeseredett és felbőszült uralkodó felégette a város környékét, ezután elvonult. Hazafelé bevonult az elfoglalt és éhséggel küzdő Adrianopoliszba, és a környező falvak lakóival együtt a város lakosságát, közel 30 000 embert a Dunán túli területekre hurcolta. Ezek között volt egy Vaszilje nevű szláv parasztfiú is, a későbbi I. Baszileiosz bizánci császár, a makedóniai dinasztia alapítója.
A sikertelen ostromot követően Krum a következő évben újabb hadjáratot indított és ismét Konstantinápoly ellen vonult. Konstantinápoly újabb ostroma közben, 814. április 13-án hunyt el, halálát valószínűleg egy váratlan agyvérzés okozta. Krumot követően két kán uralkodott rövid ideig, majd fia, Omurtag került a trónja, aki egy harmincéves fegyverszünetet kötött Bizánccal.

## Lásd még
- Bulgária uralkodóinak listája
- Bulgária történelme

| Előző uralkodó: Kardám | Bulgária kánja 803–814 | Következő uralkodó: Omurtag |